# Yukarıdurak, Ardeşen
Yukarıdurak là một xã thuộc huyện Ardeşen, tỉnh Rize, Thổ Nhĩ Kỳ. Dân số thời điểm năm 2010 là 901 người.